# Landskrona län
Landskrona Län (till 1658 danska: Landskrone Len) var ett län i Skåne under den danska tiden. Länsmannen bodde på Landskrona slott. Länet uppgick 1669 i Malmöhus län, efter den svenska erövringen 1658.
Länet bildades 1547 av  Norra Åsbo härad (till 1559), Södra Åsbo härad (till 1559), Rönnebergs härad, Harjagers härad, Göinge härad (till 1559). 1559 tillfördes Othens härad  och 1574 tillfördes Färs härad. Länet uppgick 1669 i Malmöhus län.

## Länsmän
- 1547-1548 Tage Ottesen Thott till Trollenäs slott.
- 1548-1559 lydde länet under Helsingborgs län
- 1559-1559 Lave Urne
- 1560-1566 Axel Tönnesen Viffert
- 1566-1567 Jörgen Tidemand
- 1567-1576 Jörgen Marsvin
- 1576-1588 Aksel Knudsen Gyldenstierne
- 1588-1591 Jörgen Brade
- 1591-1602 Oluf Rosensparre
- 1602-1612 Kristen Bernekov
- 1612-1619 Tage Ottesen Thott av Eriksholms slott
- 1619-1621 Anders Sinklair av Sinclairsholms slott
- 1621-1627 Gabriel Kruse
- 1627-1646 Henrik Huitfeldt
- 1646-1658 Knud Ulfeldt
- 1661-1667 Peder Persson Hammarskiöld